# Ehrlich-Sachs-Reaktion
Die Ehrlich-Sachs-Reaktion ist eine Namensreaktion in der Organischen Chemie, welche 1899 erstmals von dem deutschen Forscher  Paul Ehrlich (1854–1915) und Franz Sachs vorgestellt und später nach den Entdeckern benannt wurde.

## Übersichtsreaktion
Bei dieser Reaktion handelt sich um die Kondensation zwischen einer Verbindung mit aktiver Methylengruppe und einer aromatischen Nitrosoverbindung. Die Reaktion kann durch Basen, Säuren oder auch erhitzen ausgelöst werden. In dieser Reaktion werden zwei Konkurrenzprodukte gebildet, ein Azomethin (Schiffsche Base) und ein oxidiertes Nitronderivat:
Es reicht die Verwendung einer schwachen Base – wie Natriumcarbonat – aus, um die Reaktion zu starten.

## Reaktionsmechanismus
Der Mechanismus dieser Reaktion ist noch nicht abschließend geklärt. Es wird vermutet, dass der Stickstoff des Nitrosobenzols eine Verbindung mit dem durch die Base deprotonierten zentralen Kohlenstoff eingeht. Die entstandene Verbindung wird durch die Base noch einmal deprotoniert, wodurch sich die Doppelbindung ausbildet. Es wird davon ausgegangen, dass die Reaktionsbedingungen, die Acidität der Methylengruppe und die Struktur der Verbindung mit der Methylengruppe das Reaktionsergebnis beeinflussen können. Wenn durch die Base aus den 1,3-Dicarbonylverbindungen  oder Aryl-Alkyl-Ketonen Enolate entstehen, werden bei der Reaktion hauptsächlich die Azomethin-Derivate gebildet.

## Anwendung
Diese Reaktion wird im Allgemeinen bei der Herstellung von Azomethinderivaten in der Farbstoff- und Pharmaindustrie verwendet.